# Ахелой (Болгарія)
Ахело́й (болг. Ахелой) — місто в Бургаській області Болгарії. Входить до складу громади Поморіє.

## Населення
За даними перепису населення 2011 року у місті проживали 2469 осіб.
Національний склад населення міста:
| Національність   | Кількість осіб | Відсоток |
| ---------------- | -------------- | -------- |
| болгари          | 2299           | 97,4 %   |
| цигани           | 25             | 1,1 %    |
| турки            | 23             | 1,0 %    |
| інша             | 11             | 0,5 %    |
| не визначились   | 3              | 0,1 %    |
| Всього відповіли | 2361           |          |

Розподіл населення за віком у 2011 році:
Динаміка населення:

## Географія

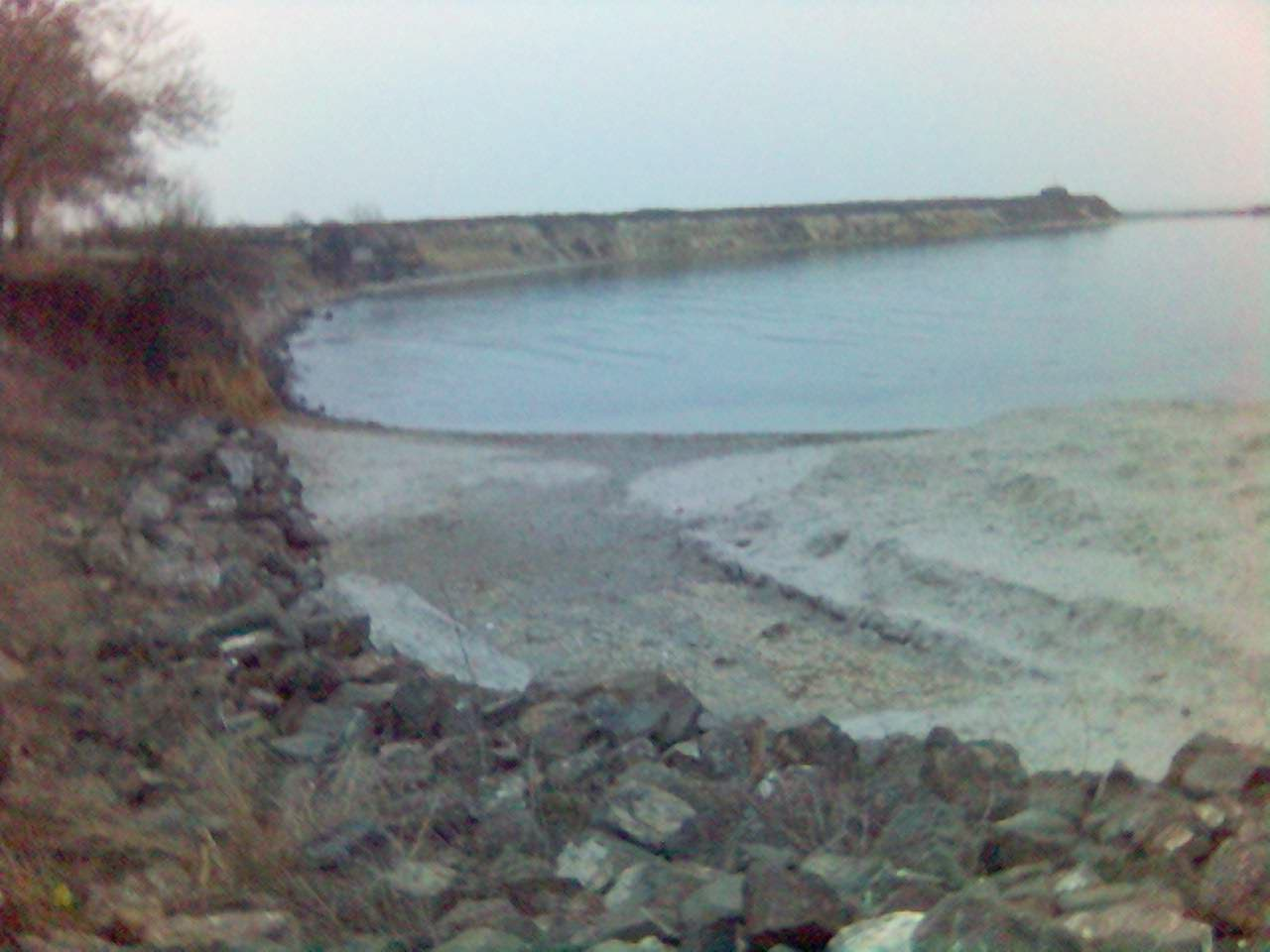
Пляж

Ахелой розташований на березі великої Бургаської затоки. Рельєф переважно рівнинний, а на північний захід від міста — невеликий горбистий рельєф, відомий як урочище Стролата (стара назва Стріли-Баір). Через місто проходить європейська дорога E87, що з'єднує Північну і Південну Болгарію біля моря. Також біля міста протікає річка Ахелой, що випливає з Айтоських висот і впадає в Чорне море. Основним заняттям місцевого населення є будівництво і морський туризм.

### Клімат
Ахелой має свій власний мікроклімат, утворений плоскою місцевістю, Балканськими горами і Чорним морем. Тут дуже м'які зими і прохолодне літо, що робить його приємним і бажаним місцем для відпочинку і життя. Температура коливається від -4 до +30 °C.

### Прісні води
Ріка Ахелой протікає вздовж міста. Район багатий на підземні води. Кілька державних свердловин були побудовані для задоволення потреб Ахелою. На багатьох приватних ділянках побудовано бурові свердловини.

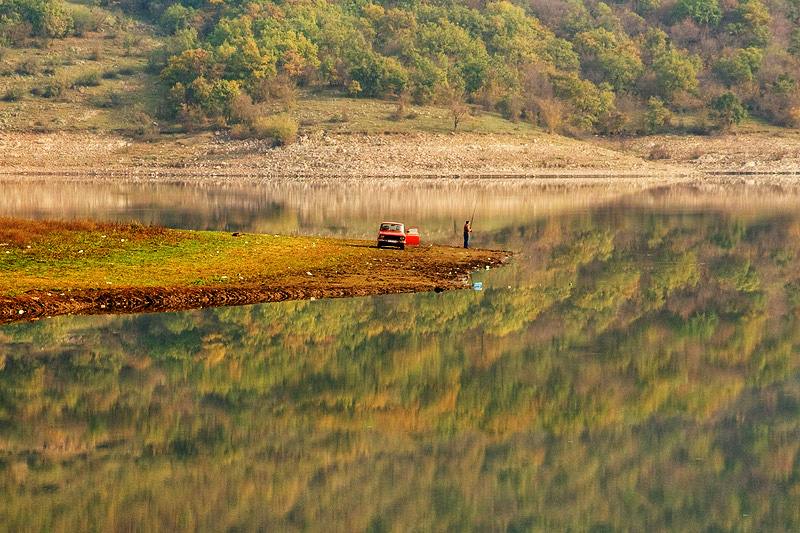
Ахелойська гребля на річці

### Чорне море
У місті Ахелой є яхтенна пристань, придатна для швартування як рибальських човнів, так і вітрильних і моторних яхт. Пляж, що тягнеться від кемпінгу Ахелой до міста Поморіє (приблизно 10 лінійних кілометрів і з шириною від 10 до 20 лінійних метрів), підходить для прийняття сонячних ванн. Для охочих доступні водні велосипеди, дошки для серфінгу, віндсерфінги та моторні джети. На відміну від сильної солоності світових океанів, Чорне море менш солоне, що сприяє купанню.

### Риболовля
Район підходить для лову прісноводних риб (р. Ахелой) і морської риби (Чорне море). Багато затятих рибалок ловлять рибу цілий рік.

## Старі назви Ахелою
Стара назва населеного пункту — грецьке Чимос. Чимос став Чимово в 1934 році, а в 1960 році назва змінилася на сучасний Ахелой. Як це не парадоксально, це ім'я, яке взято від назви річки, є найдавнішим. Його походження, ймовірно, є фракійським. Серед 240 слів, які болгарські мовознавці встановили у фракійській мові, також є «ахел», що означає «вода, водний».

## Історія
Стратегічне розташування ділянки було вирішальним для зведення римської фортеці Чая, а також дорожньої частини, яка збереглася до середини 20 століття. Городище розташоване на пагорбі Стролата і служило для спостереження.
Тут відбувся бій біля річки Ахелой, де 20 серпня 917 року цар Симеон I переміг багатотисячну візантійську армію на чолі з Львом Фокою. Візантійці висаджуються в порту Месембрії (нині Несебир) і йдуть на південний захід, де на землях сучасного Ахелою на річці Ахелой відбувається одна з найвеличніших битв середньовіччя, результат якої визначає болгарську державу як гегемона не тільки на Балканах, але й на Балканах, і в усій Південно-східній Європі. Візантійська армія зазнає повної поразки і залишає тисячі жертв на річці Ахелой. Візантійські літописці писали, що навіть після 40 років у полі поруч із рікой Ахелой біліли кістки мертвих візантійських солдатів.
У битві зійшлися 60000 болгар і 62 000 візантійців. На полі бою знайшли смерть 35 000 болгар і 60 000 візантійців. Бій ось-ось мав бути програним, але тоді, всупереч усім традиціям, сам король вступає в битву і тим самим піднімає бойовий дух болгар і перемагає. Візантійська переслідувана армія втікла і до стін Месембрії, звідки залишки візантійців панічно на торговельних і військових кораблях відплила до Константинополя.

### Фракійські болгари
Велика частина сьогоднішнього болгарського населення Ахелой є спадкоємцями фракійських болгар, які під час балканських воєн (1912-13) та Першої світової війни були змушені покинути свої будинки в Західній Фракії та Едірне.
Ахелойці вважаються спадкоємцями групи майстрів-кравців з Габрово, які жили і працювали в Стамбулі. Коли султан замовив нову парадну форму для султанської гвардії в 1840 році, майстри отримали це право. Після завершення замовлення вони отримують величезне багатство. Вони вирішили купити землю, де б вони змогли постійно мешкати. Поруч з Теркоським озером біля Чорного моря, за 40 км від Стамбульського району Галата, знаходився чифлик (ферма) Таї кадини (турчанки). Ця Тая була лікаркою тодішнього султана, який за подяку дав їй цю ферму. Група майстрів йде до неї і купує ферму. Власники влаштувалися, як тільки болгари залишилися в новоствореному селі, і розмовляли тільки болгарською, залишивши тільки назву «Тая кадин».
Біля Теркського озера було ще дві села — Теркос і Деліунус. Грецька православна церква намагалася асимілювати болгарське населення, всі імена новонароджених дітей були грецькими. Протягом майже 70 років до 1913 року населення цих сіл значно зросло. Рельєф і клімат цього регіону дуже схожі на ахелойський. В околицях озера було багато лісів, які сьогодні вирубані. Святом села Тая Кадин було Спас. Це свято також було перенесено в село Ахелой. Будинки села були в Етирському стилі з брукованими вулицями (калдиримані) і був сільській фонтан, який стоїть і сьогодні. До 2000 року збереглися кілька старих будинків. Вже побудовані нові будівлі, що входять до передмістя міста. Стамбул.
Під час Балканської війни (1912-13 р.) почалися масові атаки башибузуків на регіони з болгарським населенням з метою вигнання і вбивства. У 1913 році три села Тая кадин, Делініус і Теркос (Константинопольський вілаєт) попереджані болгарським дипломатом в Стамбулі вимогою залишити села. Протягом декількох годин три села готуються і прямують до Стамбула, де вони сідають на пароплав і відпливають до порту Бургаса. Як тільки вони приїдуть до Бургаса, всі кидають свої фески і купують колпаки. Вони вирішають поїхати в Айтос на поїзді. Потім вони їдуть до Карнобата (як біженці не платять квитки). З міста Карнобат вони відправляють делегацію від 5 до 6 осіб до тодішнього уряду, запитуючи, де влаштуватися. У 1914 році уряд дозволяє поїхати до Ферії (Егейська Фракія). Вони там живуть 6 років. Місто розташоване в дельті річки. Мариця в дуже родючому районі.
У 1920 році Греція окупувала Егейську Фракію, а фракійські біженці, тільки влаштувавшись, знову були змушені шукати новий будинок. Навесні 1920 року вони відправилися в місто Сімеоновград. Незабаром вони відправилися в Ямбол, де пробули 3 роки. У 1923 році болгарський уряд дав землю біженцям в селі Чимос (Ахелой), де вони осіли в тому ж році восени. У той час були дві садиби. У 1926 р. у Болгарії було надані позики біженцям, згідно з якими кожен біженець мав право будувати будинок і купувати обладнання для землі.

### Друга світова війна
Залишилися кілька залізобетонних бункерів Другої світової війни. Деякі з них розташовані на березі моря, а інші — на навколишніх пагорбах. Вони стоять як пам'ятники, що нагадують реальне обличчя війни.
З 2009 року за рішенням Ради Міністрів, село Ахелой стає містом і має статус морського курорту місцевого значення.

## Культурні та природні пам'ятки
У центрі Ахелой є добре влаштований прекрасний парк з листяними і хвойними деревами.
Не менш важливим є громадський центр «Светлина» з залом для культурних заходів. Місцева бібліотека також розташована там. У місті Ахелой є початкова школа «Христо Ботев».
Розпочато будівництво історичного комплексу «Ахелой-917» в урочищі Стратата. Він буде розташований на 8 гектарах.
Для рибалок інтерес представляє рибальство у місцевій річці, а також на Чорному морі.
Найближчий пляж — кемпінг Ахелой. Довжина пляжу 10 км і досягає центру спільноти Поморіє.

### Дні культури
Після великого заселення в 1923 році фракійськими біженцями в Ахелої (на той час Чимос), Вознесіння було обране святом міста. З тих пір щороку в цей день проводиться ярмарок.

### Археологія
Завдяки своєму стратегічному розташуванню на землях Ахелою існувала древня дорога, фортеця.
Римська дорога
До середини 20-го століття збереглася частина римської Віа-Понтіки, яка пов'язувала древні міста Месембрія та Анхіало. Вона проходить біля сьогоднішнього готелю «Косара» і римської фортеці «Чим» . Вона була побудована з кам'яної щебенистої підлоги.
Римська фортеця
Вона розташовувалася в районі Ахелойської водоочисної станції (біля мосту на р. Ахелой). Назва фортеці Чим дало назву грецькому поселенню Чимос. У районі верхньої частини кам'яного кар'єру (частина пагорба Стромата) була римська оглядова вежа.

### Ахелойський Маяк
У 2008 році збудований «Маяк Ахелой», розташований на мисі Латерн, поруч з селищем Марина Кейп. Для початку роботи очікується дозвіл.

## Спорт
У місті Ахелой є футбольний клуб під назвою Ахелой, який бере участь у змаганнях. У сезоні 2009/2010 він вперше у своїй історії став чемпіоном Бургаської області, клуб став другим чемпіоном сезону 2011/12, але не знайшов фінансування. Команду очолює Недялко Москов. Клуб має стадіон розміром 90/45 м.

## Економіка
Туризм
Завдяки близькості до чорноморського узбережжя та туристичного комплексу Сонячний берег Ахелой стає все більш привабливим місцем для туризму. Багато прибережних ділянок були викуплені компаніями для будівництва житлових квартир і будівництва туристичних готелів. На території Ахелой є кілька активних готелів, ресторанів, денних і нічних барів. Завдяки своєму стратегічному розташуванню та великому потоку автомобілів було побудовано кілька сучасних автозаправних станцій.
Сільське господарство та тваринництво
До 1989 року сільське господарство та тваринництво були пріоритетними в економіці Ахелою. Після розпаду кооперативних господарств працевлаштування людей залежить від будівництв та необхідності в персоналі курорту Сонячний берег.

### Телекомунікації
Ахелой має: кабельну мережу SCAT, ADSL, стаціонарні цифрові телефони, відмінне покриття трьох GSM операторів: МТЕЛ, Telenor і VIVACOM.

## Релігія
У 2005 році в Ахелої побудована православна церква Св. Вознесіння Господнього.

## Знаменитості
- Георгій Андрєєв (1929), політик і письменник